# 3-Pentanol
3-Pentanol ou Pentano-3-ol é um dos isômeros do álcool amílico (pentanol).